# 高山欧螈
高山欧螈（学名：Ichthyosaura，在希腊语中意为“鱼蜥蜴”）是一属生存在欧洲的有尾目蝾螈科的动物。包括一个现存种既高山欧螈（alpine newt，学名I.alpestris）以及中新世的一个化石种（I. randeckensis）。
高山欧螈曾被长期分类在欧螈属（Triturus）下，就像其他同样分布于欧洲的蝾螈一样。